# 西川大輔
西川 大輔（にしかわ だいすけ、1970年6月2日 -　）は、日本の元男子体操競技選手で、日本大学スポーツ科学部教授。大阪府大阪市東淀川区出身。

## 略歴
4歳のときから、スペック体育クラブ（当時幼少期のナインティナインの岡村隆史が在籍していた。）にて体操を始め、清風中学入学と同時にマック体操クラブに移籍。清風高等学校在学中の1987年（昭和62年）頃より頭角を現し、同学年の池谷幸雄とともに注目を集める。翌1988年（昭和63年）のソウル五輪選考会（兼NHK杯）で個人総合優勝。ソウル五輪団体総合自由演技の鉄棒で世界で初めて伸身トカチェフを成功させ、あん馬では10点満点を出す等、銅メダル獲得に大きく貢献した。池谷と共に高校生としては日本体操史上初の五輪代表で「清風コンビ」「高校生コンビ」等として一世を風靡。
日本大学入学後も、1990年（平成2年） - 1991年（平成3年）にかけ全日本選手権で個人総合・床運動・あん馬でそれぞれ二連覇を達成した。1992年（平成4年）のバルセロナ五輪でも団体銅メダルを獲得した。
1996年（平成8年）のアトランタ五輪は選考会で9位に終わり代表の座を逃したが、翌年の世界選手権では選考会で4位（西川ら3名が同点2位）となり、代表に返り咲いた。
1997年（平成9年）4月より日本大学高等学校・中学校の講師に、1999年（平成11年）4月より、日本大学講師に就任。指導の傍ら、あえて「引退」せず現役を続行していたが、高難度化の流れに乗れず1999年の全日本選手権では50位にまで沈み、シドニー五輪第二次選考への出場もできなかった。これを機に、競技選手としては事実上引退することとなった。
1999年より日本大学芸術学部、2010年より日本大学文理学部体育学科での准教授等を経て、2016年4月よりスポーツ科学部教授、兼ねて体操部のコーチを勤め、後進の指導に当たっている。

## 特徴
1歳半の時に事故で親指の第一関節から先を失っているため力技をやや苦手としていたが、大きなハンデは感じさせなかった。
現役時代は、ミスが少なく緻密で美しい体操を特徴とした反面、派手な大技を持っていなかった。アトランタ五輪の代表から漏れた後は、そのことを逆手に取って翌年から適用された新ルールを研究し、連続技と持ち味の美しさで高得点を得、再び世界選手権代表に選出された。

## 主な戦歴
- 1988年 NHK杯体操選手権個人総合優勝
- 1988年 ソウルオリンピック団体総合3位、個人総合13位
- 1988年 中日カップ名古屋国際体操競技選手権大会個人総合2位
- 1989年 シュツットガルト世界体操競技選手権（西ドイツ）団体総合4位
- 1990年 北京アジア競技大会個人総合4位
- 1990年 ワールドカップ種目別鉄棒で優勝
- 1990-1991年 全日本体操競技選手権大会個人総合優勝、床運動優勝、あん馬優勝（※いずれも二連覇）
- 1991年 インディアナポリス世界体操競技選手権（アメリカ）個人総合7位、床運動3位
- 1991-1993年 NHK杯体操選手権個人総合優勝（※三連覇）
- 1992年 パリ世界体操競技選手権（フランス）出場
- 1992年 バルセロナオリンピック団体総合3位
- 1993年 バーミンガム世界体操競技選手権（イギリス）出場
- 1994年 ブリスベン世界体操競技選手権（オーストラリア）出場
- 1994年 ドルトムント世界体操競技選手権（西ドイツ）団体総合6位
- 1995年 鯖江世界体操競技選手権団体総合2位、個人総合16位
- 1997年 ローザンヌ世界体操競技選手権（スイス）代表（怪我のため欠場）

## 経歴
- 1989年 清風高等学校卒業
- 1993年 日本大学卒業
- 1995年 日本大学大学院文学研究科教育学専攻修士課程修了
- 日本大学芸術学部講師、同准教授、日本大学文理学部体育学科准教授を経て、日本大学スポーツ科学部教授（2016年4月より）